# بريندا غورلي
بريندا غورلي (بالإنجليزية: Brenda Gourley)‏ هي بروفيسورة جنوب أفريقية، ولدت في 1 ديسمبر 1943.